# Catwoman (pel·lícula)
Catwoman és una pel·lícula estatunidenca del director francès Pitof, protagonitzada per Halle Berry, Benjamin Bratt i Sharon Stone. Estrenada el 23 de juliol de 2004 als Estats Units, ha estat doblada i subtitulada al català.
La pel·lícula està inspirada lliurement en el personatge de Catwoman, que apareix als còmics de Batman, de DC Comics. Però aquí el personatge no té cap relació amb l'univers de Batman, ni amb Selina Kyle. La protagonista es diu Patience Phillips, una dissenyadora gràfica que treballa en una empresa de cosmètica, submergida en una enorme conspiració. La jove mor i és resucitada per un gat Mau egipci i adquireix poders sobrenaturals relacionats amb habilitats felines. En aquesta pel·lícula, per tant, l'origen de Catwoman té una causa sobrenatural relacionada amb la deessa Bastet de la mitologia egípcia, a diferència de la seva contrapartida de l'Univers DC en què no té superpoders. El vestit de Catwoman va canviar molt. Ara fa servir un sostenidor negre amb corretges a l'abdomen i uns pantalons de cuir. El que tingui el ventre exposat la va perjudicar a la batalla final, en rebre diversos cops al ventre.

## Argument
Patience Phillips és una jove sense caràcter que treballa com a dissenyadora gràfica per a una important companyia de cosmètics. Un dia descobreix, per casualitat, un terrible secret sobre el producte estrella de la multinacional i és assassinada. Ressuscitada per unes forces misterioses, es desperta amb l'energia i l'agilitat d'un gat. Ara la Patience és Catwoman i està llesta per venjar-se'n.

## Repartiment
- Halle Berry: Patience Phillips / Catwoman
- Benjamin Bratt: Detectiu Tom Lone
- Sharon Stone: Laurel Hedare
- Lambert Wilson: George Hedare
- Frances Conroy: Ophelia Powers
- Alex Borstein: Sally
- Michael Massee: Armando
- Byron Mann: Wesley
- Kim Smith: Drina
- Peter Wingfield: Dr. Ivan Slavicky

## Rebuda crítica i comercial
Va obtenir crítiques molt negatives, acumulant només un 9% de comentaris positius, segons la pàgina d'Internet, Rotten Tomatoes, arribant a la següent conclusió: "Halle Berry és l'únic que provoca optimisme a la pel·lícula, però no pot salvar aquest ridícul thriller d'acció."
"Catwoman posseeix les virtuts que falten habitualment en les pel·lícules d'acció de Hollywood: frivolitat, esteticisme, erotisme i glamur. (...) Puntuació: ★★★ (sobre 5)"
"Al director, de nom Pitof, probablement li van posar dos noms en néixer... i seria intel·ligent si usés l'altre en el seu següent projecte. (...) Puntuació: ★ (sobre 4)"
La pel·lícula va fracassar a taquilla. Als Estats Units, només va recaptar 40 milions de dòlars, una xifra ridícula per una superproducció d'aquestes característiques. Sumant les recaptacions internacionals la xifra va pujar a uns escassos 82 milions. El seu pressupost va ser de 100 milions. En 2004 va obtenir 5 Premis Razzie incloent a la pitjor pel·lícula. Halle Berry va acceptar el seu Razzie com a pitjor actriu. Va fer un parlament similar al que va realitzar dos anys abans quan va guanyar l'Oscar a la millor actriu el 2001 per Monster's Ball, tot portant el premi de l'Acadèmia en una mà i el Razzie a l'altra.